# Trichophthalma jaffueli
Trichophthalma jaffueli är en tvåvingeart som beskrevs av Stuardo 1936. Trichophthalma jaffueli ingår i släktet Trichophthalma och familjen Nemestrinidae. Inga underarter finns listade i Catalogue of Life.